# 에바 항공의 운항 노선
2019년 6월 기준, 아래는 에바 항공의 취항지 목록이다. 단 * 된 표시는 여객과 화물이 동시에 취항한다.

## 운항 노선

### 아시아

#### 동아시아
- 대한민국
  - 서울
    - 인천국제공항
    - 김포국제공항

  - 부산 - 김해국제공항 - (2025년 10월 21일 신규취항)[3]
- 중화인민공화국
  - 베이징 - 베이징 수도 국제공항
  - 광저우 - 광저우 바이윈 국제공항 *
  - 난징 - 난징 루커우 국제공항
  - 닝보 - 닝보 리스 국제공항
  - 다롄 – 다롄 저우수이쯔 국제공항
  - 상하이
    - 상하이 푸둥 국제공항 *
    - 상하이 훙차오 국제공항

  - 선양 - 선양 타오셴 국제공항
  - 선전 - 선전 바오안 국제공항
  - 스자좡 - 스자좡 정딩 국제공항
  - 시안 - 시안 셴양 국제공항
  - 옌청 - 옌청 난양 국제공항
  - 우한 - 우한 톈허 국제공항
  - 정저우 - 정저우 신정 국제공항
  - 지난 - 지난 야오창 국제공항
  - 청두 - 청두 솽류 국제공항
  - 충칭 - 충칭 장베이 국제공항 *
  - 칭다오 - 칭다오 자오동 국제공항
  - 타이위안 - 타이위안 우수 국제공항
  - 톈진 - 톈진 빈하이 국제공항
  - 푸저우 - 푸저우 창러 국제공항
  - 하얼빈 - 하얼빈 타이핑 국제공항
  - 항저우 - 항저우 샤오산 국제공항
  - 황산 - 황산 툰시 국제공항
  - 후룬바이얼 - 후룬바이얼 하이라얼 국제공항
  - 후허하오터 - 후허하오터 바이타 국제공항
- 마카오
  - 마카오 - 마카오 국제공항
- 홍콩
  - 홍콩 - 홍콩 첵랍콕 국제공항 *
- 일본
  - 도쿄
    - 하네다 국제공항
    - 나리타 국제공항 *

  - 나고야 - 주부 센토레아 국제공항
  - 오사카 - 간사이 국제공항 *
  - 고마쓰 - 고마쓰 공항
  - 마쓰야마 - 마쓰야마 공항
  - 센다이 - 센다이 공항
  - 삿포로 - 신치토세 공항
  - 아오모리 - 아오모리 공항
  - 오키나와 - 나하 공항
  - 하코다테 - 하코다테 공항
  - 후쿠오카 - 후쿠오카 공항
- 중화민국
  - 타이베이
    - 타이완 타오위안 국제공항 메인 허브
    - 타이베이 쑹산 공항

  - 가오슝 - 가오슝 국제공항 포커스 시티
  - 타이중 - 타이중 국제공항

#### 동남아시아
- 말레이시아
  - 쿠알라룸푸르 - 쿠알라룸푸르 국제공항 *
  - 페낭 - 페낭 국제공항
- 베트남
  - 하노이 - 노이바이 국제공항 *
  - 호치민 시 - 떤선녓 국제공항 *
- 싱가포르
  - 싱가포르 - 싱가포르 창이 국제공항 *
- 인도네시아
  - 자카르타 - 수카르노 하타 국제공항 *
  - 덴파사르 - 응우라라이 국제공항
  - 수라바야 - 주안다 국제공항
- 캄보디아
  - 프놈펜 - 프놈펜 국제공항
- 태국
  - 방콕 - 수완나품 국제공항 포커스 시티
  - 푸껫 - 푸껫 국제공항
- 필리핀
  - 마닐라 - 니노이 아키노 국제공항
  - 세부 - 막탄 세부 국제공항

#### 남아시아
- 인도
  - 델리 - 인디라 간디 국제공항 화물편

### 유럽

#### 서유럽
- 영국
  - 런던 - 런던 히드로 국제공항 *
- 프랑스
  - 파리 - 파리 샤를 드 골 국제공항
- 독일
  - 뮌헨 - 뮌헨 국제공항[4]
  - 프랑크푸르트 - 프랑크푸르트 국제공항 화물편
- 네덜란드
  - 암스테르담 - 암스테르담 스키폴 국제공항
- 벨기에
  - 브뤼셀 - 브뤼셀 국제공항 화물편

#### 중유럽
- 오스트리아
  - 빈 - 빈 국제공항 *

#### 남유럽
- 이탈리아
  - 밀라노 - 밀라노 말펜사 국제공항[4]

### 아메리카

#### 북아메리카
- 미국
  - 뉴욕 - 존 F. 케네디 국제공항 *
  - 댈러스 - 댈러스 포트워스 국제공항 화물편 - (2025년 10월 3일 여객편 신규취항)[5]
  - 로스앤젤레스 - 로스앤젤레스 국제공항 *
  - 보스턴 - 보스턴 로건 국제공항 화물편
  - 샌프란시스코 - 샌프란시스코 국제공항 *
  - 시애틀 - 시애틀 터코마 국제공항 *
  - 시카고 - 시카고 오헤어 국제공항 *
  - 애틀랜타 - 하츠필드 잭슨 애틀랜타 국제공항 화물편
  - 앵커리지 - 테드 스티븐스 앵커리지 국제공항 화물편
- 캐나다
  - 밴쿠버 - 밴쿠버 국제공항
  - 토론토 - 토론토 피어슨 국제공항

### 오세아니아

#### 오스트랄라시아
- 오스트레일리아
  - 브리즈번 - 브리즈번 공항

## 과거 취항지

### 아시아

#### 동아시아
- 중화인민공화국
  - 샤먼 - 샤먼 가오치 국제공항
  - 칭다오 - 칭다오 류팅 국제공항
  - 쿤밍 - 쿤밍 우자바 국제공항
  - 하이커우 - 하이커우 메이란 국제공항
- 홍콩
  - 홍콩 - 홍콩 카이탁 국제공항
- 일본
  - 미야자키 - 미야자키 공항
  - 아사히카와 - 아사히카와 공항
  - 오카야마 - 오카야마 공항

#### 동남아시아
- 라오스
  - 비엔티안 - 왓타이 국제공항
- 미얀마
  - 양곤 - 양곤 국제공항
- 인도네시아
  - 수라바야 - 주안다 국제공항
- 태국
  - 방콕 - 돈므앙 국제공항

#### 남아시아
- 몰디브
  - 말레 - 말레 국제공항
- 인도
  - 뭄바이 - 차트라파티 시바지 국제공항

#### 서남아시아
- 아랍에미리트
  - 두바이 - 두바이 국제공항

### 유럽

#### 남유럽
- 튀르키예
  - 이스탄불 - 이스탄불 아타튀르크 국제공항

#### 동유럽
- 러시아
  - 모스크바 - 셰레메티예보 국제공항

### 아메리카

#### 북아메리카
- 미국
  - 뉴어크 - 뉴어크 리버티 국제공항
  - 호놀룰루 - 대니얼 K. 이노우에 국제공항
- 파나마
  - 파나마 시티 - 토쿠멘 국제공항

### 오세아니아

#### 오스트랄라시아
- 뉴질랜드
  - 오클랜드 - 오클랜드 국제공항
  - 크라이스트처치 - 크라이스트처치 국제공항
- 오스트레일리아
  - 시드니 - 시드니 킹스포드 스미스 국제공항

#### 미크로네시아
- 괌
  - 괌 - 앤토니오 B. 원 팻 국제공항

## 같이 보기
- 중화항공의 운항 노선
- 스타룩스 항공